# Cục Y tế, Bộ Công an (Việt Nam)
Cục Y tế (H06) trực thuộc Bộ Công an Việt Nam là cơ quan đầu ngành tham mưu cho Đảng ủy Công an Trung ương, thủ trưởng của Bộ Công an lãnh đạo, chỉ đạo toàn diện các mặt công tác về y tế, y dược, khám chữa bệnh trong toàn ngành công an.

## Lịch sử
Năm 1975, từ tổ chức đầu tiên là Ban bảo vệ sức khỏe cho tới ngày 21-1-1977, khi Thủ tướng Chính phủ ban hành Quyết định số 08/CP về việc tách Vụ, Cục thì Cục Bảo vệ sức khỏe (nay là Cục Y tế) đã từng bước chuyên sâu hóa lĩnh vực hậu cần đảm bảo, đáp ứng tốt yêu cầu công tác của toàn lực lượng Công an. Ngày 21-1-1977 được xác định là ngày thành lập Cục Y tế, Tổng cục Hậu cần - Kỹ thuật, Bộ Công an Ngày 24-12-1996, Cục Y tế chính thức trực thuộc Tổng cục Hậu cần.
Theo Nghị định số 01/NĐ-CP ngày 6 tháng 8 năm 2018 quy định về chức năng, nhiệm vụ, quyền hạn và cơ cấu tổ chức bộ máy của Bộ Công an. Sau khi giải thể các Tổng cục, Cục Y tế được chuyển nguyên trạng về trực thuộc Bộ Công an.

## Lãnh đạo hiện nay
- Cục trưởng: Thiếu tướng Phạm Thị Lan Anh, Bí thư Đảng ủy Cục

- Phó Cục trưởng:

1. Thượng tá Nguyễn Thanh Vân
2. Đại tá Nguyễn Sỹ Thanh
3. Thiếu tướng Vũ Hải Nam

## Tổ chức
- Phòng Tổng hợp[4]
- Nhà nghỉ dưỡng 368 - Quảng Ninh
- Nhà nghỉ dưỡng Tam Đảo - Vĩnh Phúc
- Nhà nghỉ dưỡng Hải Yến - Hải Phòng
- Nhà nghỉ dưỡng Phương Thanh - Thanh Hóa
- Nhà nghỉ dưỡng 378 - Nha Trang
- Nhà nghỉ dưỡng Phương Đông - Vũng Tàu
- Nhà nghỉ dưỡng Minh Tâm - Lâm Đồng[2]

## Khen thưởng
- Huân chương Quân công hạng Ba năm 2012
- Huân chương Chiến công hạng Nhất năm 1998
- Huân chương Chiến công hạng Ba năm 1992

## Cục trưởng qua các thời kỳ
- Trung tướng Phạm Quang Cử
- Thiếu tướng Nguyễn Khắc Thủy